# 山口正人
山口 正人（やまぐち まさと、1955年5月15日 - ）は、日本の漫画家。熊本県阿蘇郡出身。

## 略歴
いけうち誠一のアシスタントを経て、1973年に『落葉』（週刊少年サンデー、1973年6月10日号）で漫画家デビュー。1970年代から1980年代にかけては、主に週刊少年ジャンプなどの少年誌で執筆していた。
1980年代にはいけうち誠一とともに『超能力ウォーズ』や『時間旅行SOS』などのゲームブックを手掛けた。
1990年より「週刊漫画ゴラク」誌にて連載された『修羅がゆく』（原作・川辺優）が出世作となった。『難波金融伝・ミナミの帝王』『男!日本海』『ころがし涼太』と並んで1990年代の「漫画ゴラク」誌の表紙を飾る看板作品となり、1995年には映画化された。
その後は「週刊漫画ゴラク」誌および「別冊漫画ゴラク」誌を中心として活躍。任侠マンガを得意とした。1997年から2001年にかけて「週刊漫画ゴラク」で連載された『爆風三国志 我王の乱』などは、三国志漫画なのに任侠漫画の手法で描かれているのが特徴。
2006年から2007年にかけて「別冊漫画ゴラク」誌で連載された『任侠沈没』は、いつもの任侠漫画が始まったかと思ったら第1話で大震災が起きて日本が沈没するという破天荒な展開でカルト的人気を博し、2011年にVシネマ化された。
2017年より『任侠沈没』の続編を同人誌で発行している。